# Theodore W.Allen
Theodore William Allen (23 de agosto de 1919 - 19 de janeiro de 2005) foi um estudioso, escritor e ativista independente americano, mais conhecido por seus escritos pioneiros desde a década de 1960 sobre o privilégio da pele branca e a origem da identidade branca. Seu principal trabalho teórico, The Invention of the White Race, foi publicado em dois volumes: Racial Oppression and Social Control (1994) e The Origin of Racial Oppression in Anglo-America (1997). As ideias centrais desta obra, no entanto, apareceram em trabalhos muito anteriores, como seu seminal Class Struggle and the Origin of Racial Slavery: The Invention of the White Race, publicado como um panfleto em 1975, e em forma expandida no ano seguinte. Ele enfatizou que a noção de raça branca foi inventada como "uma formação de controle social da classe dominante".
Sua maior contribuição foram as pesquisas feitas durante o um quarto de século para expandir e documentar estas ideias, particularmente sobre a relação da supremacia branca com a classe trabalhadora.

## Vida

### Infância e educação
Theodore William Allen nasceu em uma família de classe média em Indianápolis, Indiana. Ele tinha uma irmã Eula May e um irmão Tom; seus pais eram Thomas E. Allen, gerente de vendas, e Almeda Earl Allen, dona de casa. A família mudou-se quando ele era criança para Paintsville, Kentucky, e depois para Huntington, West Virginia, onde ele morou e, em suas palavras, "foi proletarizado" durante a Grande Depressão. Quando Allen começou a trabalhar logo após o colegial (decidindo que a faculdade não era suficiente para o pensamento independente), ele rapidamente se juntou a sindicatos.

### Carreira laboral
Allen tornou-se um dos primeiros ativistas e organizadores do movimento trabalhista. Aos 17 anos, ingressou na Federação Americana de Músicos Local 362 e no Partido Comunista, e logo foi eleito delegado do Huntington Central Labor Union, AFL. Posteriormente, ele trabalhou como mineiro de carvão na Virgínia Ocidental como membro do United Mine Workers, servindo como organizador e presidente de um local e posteriormente membro de outro. Ele também co-desenvolveu um programa de organização sindical para o Condado de Marion, West Virginia Industrial Union Council, CIO.
Na década de 1940, mudou-se para a cidade de Nova Iorque, um centro de ativismo trabalhista e trabalho intelectual. Ele fez pesquisa econômica industrial na Labour Research Association, sediada na cidade e ensinou economia na Jefferson School of Social Science, fundada em Nova Iorque pelo Partido Comunista em 1944. Ele lecionou lá na década de 1950, quando a escola fechou, devido ao declínio da adesão ao partido e à pressão do escrutínio do Comitê de Atividades Antiamericanas da Câmara (HUAC) da Câmara dos Representantes dos Estados Unidos, que estava conduzindo audiências durante a era McCarthy.
Allen também ensinou Matemática na Crown Heights Yeshiva no Brooklyn, onde morava, e na Grace Church School em Nova Iorque. Durante suas mais de seis décadas em Nova Iorque, Allen teve uma variedade de empregos, de operário de fábrica a balconista de varejo, desenhista de projetos mecânicos, manipulador de correio postal (e membro do Sindicato Local do National Postal Mail Handlers Union) e bibliotecário no Biblioteca Pública do Brooklyn.
A partir de 1965, ele foi publicado como um estudioso independente. Ele conduziu décadas de pesquisa para desenvolver suas ideias sobre a história trabalhista, de classe e racial dos Estados Unidos.

### Carreira como escritor
Em 1965, Allen publicou artigos sobre o conceito de privilégio da pele branca para todas as classes de brancos, examinando a relação da classe trabalhadora com a supremacia branca. Ele explorou isso em "White Blindspot" e Can White Workers Radicals Be Radicalized? (1967, 1967), em co-autoria com Noel Ignatiev.
Depois de iniciar sua pesquisa sobre o "privilégio da pele branca" em 1965, Allen trabalhou na década seguinte para desenvolver mais pesquisas e escrever sobre esse tópico. Ele publicou Luta de classes e a origem da escravidão racial: a invenção da raça branca (1975). Durante esse tempo, ele também lecionou como instrutor adjunto de história por um semestre no Essex County Community College em Newark, Nova Jersey. Ele foi descrito pelo historiador Jeffrey B. Perry como trabalhando "durante toda a sua vida adulta... pela emancipação da classe trabalhadora e pelo socialismo".
Seu trabalho desde a década de 1960 pretendia derrubar as explicações para a supremacia branca que se baseavam na biologia ou a atribuíam a benefícios obtidos pela classe trabalhadora. Allen enfatizou que a "invenção da raça branca" estava relacionada à luta de classes e aos esforços da classe dominante para manter o controle social.
Allen publicou fora da imprensa acadêmica e seu trabalho foi altamente influente, em uma época do movimento dos direitos civis, quando questões de raça, etnia e cultura estavam sendo estudadas e derrubadas. Ele também documentou como os imigrantes irlandeses posteriores nos Estados Unidos se tornaram "brancos". O conceito de "raça" também estava sendo derrubado pelo trabalho em antropologia, genética, biologia, história e outras disciplinas. Em 1997, o historiador George M. Fredrickson, da Universidade de Stanford, escreveu que "a proposição de que raça é 'uma construção social e cultural' tornou-se um clichê acadêmico", mas Allen não ficou satisfeito com essa proposição e enfatizou que " a 'raça branca' deve ser entendida, não simplesmente como uma construção social (ao invés de um fenômeno genético), mas como uma formação de controle social da classe dominante."

## Obras
- — (1975). Class Struggle and the Origin of Racial Slavery: The Invention of the White Race (PDF). Stony Brook, NY: Center for the Study of Working Class Life, SUNY, Stony Brook (publicado em 2006). OCLC 244189582 With an "Introduction" by Jeffrey B. Perry.
- —; Ignatin (Ignatiev), Noel (1967–1973). «White Blindspot» (PDF). In:  Davidson, Carl. Revolutionary Youth & the New Working Class: the Praxis Papers, the Port Authority Statement, the RYM Documents and Other Lost Writings of SDS. Pittsburgh, Pennsylvania: Changemaker Publications (publicado em 2011). pp. 148–181. ISBN 9781257999477

Reproduction of three pamphlets:
- Ignatin, Noel (março de 1967). «Letter to Progressive Labor» (PDF). New York. pp. 148–163
- — (1967). «A Letter of Support» (PDF). Brooklyn, New York. pp. 163–167
- — (1967). «Can White Workers Radicals Be Radicalized?» (PDF). Ann Arbor, Michigan. pp. 167–181
- — (1973). «White Supremacy in U.S. History» (PDF). New York, New York. pp. 167–181

- — (1994). The Invention of the White Race: Volume 1, Racial Oppression and Social Control. London: Verso Books (publicado em 2012). ISBN 9781844677696
- — (1997). The Invention of the White Race: Volume 2, The Origin of Racial Oppression in Anglo-America. London: Verso Books (publicado em 2012). ISBN 9781844677702
- — (primavera 1998). «Summary of the Argument of "The Invention of the White Race" (Part One)» (PDF). Theodore W. Allen. Cultural Logic: Marxist Theory and Practice. 1 (2)
- — (primavera 1998). «Summary of the Argument of "The Invention of the White Race" (Part Two)» (PDF). Theodore W. Allen. Cultural Logic: Marxist Theory and Practice. 1 (2)
- — (primavera 1998). «In Defense of Affirmative Action in Employment Policy» (PDF). Theodore W. Allen. Cultural Logic: Marxist Theory and Practice. 1 (2)
- — (2009). «'Race' and 'Ethnicity': History and the 2000 Census» (PDF). Theodore W. Allen. Cultural Logic: Marxist Theory and Practice. 3 (1–2)
- — (primavera 2001). «On Roediger's Wages of Whiteness» (PDF). Theodore W. Allen. Cultural Logic: Marxist Theory and Practice. 4 (2)
- — (primavera 2001). «On Roediger's Wages of Whiteness» (PDF). Theodore W. Allen. Cultural Logic: Marxist Theory and Practice. 4 (2)
- — (2004). «Base and Superstructure and the Socialist Perspective»
- — (2005). «Commentary on István Mészáros's Beyond Capital» (PDF). Theodore W. Allen. Cultural Logic: Marxist Theory and Practice (2)